# Championnats du monde de triathlon cross 2017
Navigation
Édition précédente Édition suivante
Les championnats du monde de triathlon cross 2017, organisé par la  Fédération internationale de triathlon (ITU) depuis 2011, se déroulent le 23 août 2017 à Penticton au Canada. Les triathlètes élites se sont affrontés lors d'une épreuve sur distance M, comprenant 1500 mètres de natation, 32,8 km de vélo tout terrain (VTT) et 10 km de course à pied hors route.  Ils sont organisés dans le cadre du Multisport World Championship Festival qui réunit plusieurs championnats mondiaux de sports gérés par l'ITU. A l'image de la grande finale des séries mondiales de triathlon, la rencontre internationale propose  également lors de ses journées consacrées aux pratiques enchainées, des compétitions pour les catégories junior, U23 (espoir), classe d'âge (amateur).

## Résumé
Fransisco Serrano remporte son premier titre mondial après une course de très haut niveau devant le champion en titre l'Espagnol Rubén Ruzafa qui prend la seconde place le jeune espoir Néo-Zélandais Kyle Smith qui remporte le bronze et le titre en U23 (espoir). Chez les femmes la Canadienne Mélanie McQuaid reussit un surprenant championnat en remportant le titre six années après sa première couronne mondiale dans cette spécialité. L'argent revenant à la Britannique Jacqueline Stak et le bronze à la Suissesse Ladina Buss. 

### Course hommes
La partie natation d'un kilomètre cinq cents  est emmenée par Kyle Smith et l'arrivée à la première transition sans écart significatif est rapidement effectuée. A l'issue de celle-ci, la course voit les meilleurs spécialistes du VTT reprendre le contrôle de la compétition sur un circuit de 31 kilomètres entre campagne viticole et sentier abrupt à voie unique. Ruben Ruzafa grand connaisseur de ce genre de parcours et multiple champion, prend la tête de l'éprevuve et s'annonce pour un quatrième titre de champion du monde. Arrivé à la seconde transition, il affiche une avance sérieuse de plus de trente secondes sur le groupe de chasse composé de Bel Allen, Kyle Smith et Fransisco Serrano. Le parcours vallonné de huit kilomètres de course à pied sert avantageusement le Mexicain qui arrive à reprendre l'Espagnol et dans un dernier effort crée un écart suffisant pour passer la ligne victorieusement. Il remporte de haute lutte sa première couronne mondiale en battant pour la première fois le multiple champion en titre,

### Courses femmes
L'absence de Flora Duffy permet une course ouverte pour les féminines qui partent cinq minutes après les hommes. Le suspens est de courte durée, quatre féminines se détachent nettement dans la partie natation dont la future championne et arrivent à la première transition avec une large avance sur le peloton des poursuivantes. Des les premiers chemins de terre, c'est la Canadienne  Mélanie McQuaid qui jouant à domicile, se détache du groupe  pour prendre le contrôle de la course sans faiblir durant toute la section vélo. La native du pays et première championne du monde ITU de cette spécialité arrive seule à la seconde transition. Le tracé course à pied qu'elle maitrise parfaitement lui permet de passer la ligne d'arrivée en vainqueur et de remporter le second titre mondial en cross triathlon de sa carrière,.

## Palmarès

### Élites
Les tableaux présentent les « Top 10 » et les podiums U23 pour les hommes et femmes des championnats du monde.
| Position           | Triathlète        | Pays             | Temps           |
| ------------------ | ----------------- | ---------------- | --------------- |
| Médaille d'or      | Francisco Serrano | Mexique          | 2 h 9 min 25 s  |
| Médaille d'argent  | Ruben Ruzafa      | Espagne          | 2 h 9 min 36 s  |
| Médaille de bronze | Kyle Smith        | Nouvelle-Zélande | 2 h 10 min 16 s |
| 4                  | Ben Allen         | Australie        | 2 h 10 min 42 s |
| 5                  | Josiah Middaugh   | États-Unis       | 2 h 11 min 2 s  |
| 6                  | Brice Daubord     | France           | 2 h 11 min 10 s |
| 7                  | Marcello Ugazio   | Italie           | 2 h 13 min 53 s |
| 8                  | Karsten Madsen    | Canada           | 2 h 14 min 39 s |
| 9                  | Arthur Forissier  | France           | 2 h 16 min 9 s  |
| 10                 | Doug Hall         | Royaume-Uni      | 2 h 16 min 17 s |

| Position           | Triathlète           | Pays        | Temps           |
| ------------------ | -------------------- | ----------- | --------------- |
| Médaille d'or      | Mélanie McQuaid      | Canada      | 2 h 34 min 35 s |
| Médaille d'argent  | Jacqueline Slack     | Royaume-Uni | 2 h 36 min 40 s |
| Médaille de bronze | Ladina Buss          | Suisse      | 2 h 39 min 8 s  |
| 4                  | Eleonora Peroncini   | Italie      | 2 h 39 min 24 s |
| 5                  | Penny Slater         | Australie   | 2 h 40 min 1 s  |
| 6                  | Katelyn Button       | Canada      | 2 h 41 min 2 s  |
| 7                  | Kara Lapoint         | États-Unis  | 2 h 41 min 59 s |
| 8                  | Laura Gómez Ramón    | Espagne     | 2 h 44 min 30 s |
| 9                  | Zoe Dawson           | Canada      | 2 h 44 min 32 s |
| 10                 | Anne-Sophie Maréchal | Belgique    | 2 h 47 min 13 s |

### U23 (espoir)
| Rang               | Athlète          | Pays             | Temps           |
| ------------------ | ---------------- | ---------------- | --------------- |
| Médaille d'or      | Kyle Smith       | Nouvelle-Zélande | 2 h 10 min 16 s |
| Médaille d'argent  | Marcello Ugazio  | Italie           | 2 h 13 min 53 s |
| Médaille de bronze | Arthur Forissier | France           | 2 h 16 min 9 s  |

| Rang               | Athlète           | Pays      | Temps           |
| ------------------ | ----------------- | --------- | --------------- |
| Médaille d'or      | Penny Slater      | Australie | 2 h 40 min 1 s  |
| Médaille d'argent  | Laura Gomez Ramon | Espagne   | 2 h 44 min 30 s |
| Médaille de bronze | NA                |           |                 |